# Magdaline Chemjor
Magdaline Chemjor, née le 12 novembre 1978, est une athlète kényane, pratiquant le marathon.
Aux Championnats du monde de cross-country 2003 disputés à Lausanne (Suisse), elle termine cinquième de l'épreuve longue, alors que par équipe le Kenya, pour laquelle elle court, remporte la médaille d'argent. Elle participe aux championnats du monde de semi-marathon en 2001 et en 2003.
Ses meilleures performances sont :
- 5 000 mètres - 16 min 00 s 77 (1999)
- Semi-marathon - 1 h 09 min 39 (2003)
- Marathon - 2 h 28 min 16 (2007) marathon d'Amsterdam

## Palmarès
- Marathon d'Amsterdam 2007